# Mahmud ibn Muhamed ibn Omer Čagmini Horezmi
Mahmud ibn Muhamed ibn Omer Čagmini Horezmi (persijski: محمود ابن محمد ابن عمر جغمینی خوارزمى) poznat kao al-Čagmini rođen je u XIV veku u Čagminu, malom gradu u oblasti Horezm. Izvrsno je poznavao medicinu, astronomiju i matematiku.

## Dela
U islamskom svetu stekao je slavu uglavnom zbog svog astronomskog dela al-Mulahas fi al-haj'a [Sažeti prikaz astronomije].
Od njegovih matematičkih dela posebno se izdvaja čuveni skraćeni prikaz Euklidovih Elemenata, ipak to ne znači da se može zanemariti naučna vrednost ostalih Čagminijevih spisa. Naime, istoričari nauke s velikom naklonošću pišu o njegovom Decimalnom aritmetičkom sistemu, o komentaru Aritmetičkih metoda merenja ostavštine iz testamenta i o njegovoj Aritmetičkoj pravičnosti.

## Literatura
- Velajati, Ali Akbar (2016), Istorija kulture i civilizacije islama i Irana, preveo Muamer Halilović, Beograd, Centar za religijske nauke „Kom”, pp. 241–242.